# 新加坡动物园
新加坡动物园（英語：Singapore Zoo）是一座位于新加坡的动物园，是新加坡的主要旅游景点，每年吸引游客190万人次。

## 历史
动物园造价900万新加坡元，由新加坡政府出资修建，占地面积28公顷，1973年6月27日正式对外开放。园内超过300种2400只动物，其中34%是受威胁物种。

## 营业时间
- 早上八点半至下午六点，全年无休

## 展示物種
截至2021年，展示於園區內的動物包括
：
樹冠小徑（Treetops Trail）
- 長尾獼猴]]
- 褐狐猴
- 大鼷鹿
- 馬來長吻鱷
- 環尾狐猴
- 合趾猿
- 白面僧面猴
- 長鼻猴
- 冠斑犀鳥
- 亞洲巨龜
- 黑鰭袋唇魚
- 大刺色鰍
- 亞洲龍魚

長臂猿島（Gibbon Island）
- 紅頰黑猿
- 棕頭蜘蛛猴
- 紅領狐猴（英语：Red ruffed lemur）
- 白鵜鶘

冰封凍原（Frozen Tundra）
- 貉
- 貂熊

紅毛猩猩自由活動區（Free Ranging Orangutan Island）
- 婆羅洲猩猩
- 蘇門達臘猩猩

原野非洲（Wild Africa）
- 非洲野犬
- 獵豹
- 葛利威氏斑馬（英语：Grant's zebra）
- 獅
- 狐獴
- 鴕鳥
- 紅河豬
- 羅氏長頸鹿
- 白犀牛
- 東非條紋羚羊

貓科動物園（Cat Country）
- 斯里蘭卡豹
- 裸鼴鼠
- 馬島長尾狸貓

爬蟲花園（Reptile Garden）
- 蘇卡達象龜
- 亞達伯拉象龜
- 靴腳陸龜
- 暗色巨蜥（英语：Clouded monitor）
- 恆河鱷
- 科摩多巨蜥
- 西瓜龜
- 犀牛鬣蜥（英语：Rhinoceros iguana）
- 馬來潮龜

爬行世界（Reptopia）
印太平洋地區（Indo-Pacific）
- 緬甸蟒
- 食蛇龜
- 斑龜
- 爪哇瘰鱗蛇
- 翡翠巨蜥（英语：Emerald tree monitor）
- 黃環林蛇
- 綠樹蟒
- 勞島斐濟鬣蜥（英语：Fiji banded iguana）
- 黑網烏梢蛇
- 眼鏡王蛇
- 猴尾蜥
- 新喀里多尼亞巨守宮
- 綠瘦蛇
- 豬鼻龜
- 寬紋水蛇（英语：Puff-faced water snake）
- 網紋蟒
- 麥氏長頸龜
- 揚子鱷

非洲及馬達加斯加（Africa and Madagascar）
- 球蟒
- 帝王蠍
- 加彭噝蝰
- 扁尾陸龜
- 平額葉尾守宮（英语：Henkel's leaf-tailed gecko）
- 馬達加斯加殘趾虎
- 豹變色龍
- 國王變色龍

南美洲（South America）
- 亞馬遜乳蛙（英语：Amazon milk frog）
- 凹嘴鵎鵼
- 鈍吻古鱷
- 染色箭毒蛙
- 許氏棕櫚蝮
- 偽地圖龜
- 巨猴樹蛙（英语：Giant monkey frog）
- 迷彩箭毒蛙
- 美洲鬣蜥
- 金色箭毒蛙
- 楓葉龜
- 秘魯鱷蜥（英语：Northern caiman lizard）
- 雙嵴冠蜥
- 紅腿象龜
- 蠟白猴樹蛙（英语：Waxy monkey tree frog）
- 黃頭側頸龜

全世界的沙漠（Deserts of the World）
- 鬃獅蜥
- 藍舌石龍子
- 褶傘蜥
- 美國毒蜥
- 赫曼陸龜
- 墨西哥紅腿狼蛛（英语：Mexican redleg tarantula）
- 華麗王者蜥（英语：Uromastyx ornata）
- 芒刺瘤尾守宮（英语：Rough knob-tailed gecko）
- 高冠變色龍
- 西部菱背響尾蛇

孵化所（Hatchery）
- 藍箭毒蛙
- 睫角守宮
- 鈷藍日守宮（英语：Electric blue gecko）
- 藍寶石華麗雨林
- 大眼竹葉青（英语：Large-eyed pitviper）

鱷魚溪（Sungei Buaya）
- 灣鱷

烏龜之家（Tortoise Shell-ter）
- 緬甸星龜
- 緬甸陸龜
- 印度星龜
- 豹紋陸龜
- 安哥洛卡象龜
- 射紋龜
- 紅腿象龜
- 黑白泰加巨蜥
- 白喉巨蜥（英语：White-throated monitor）
- 綠頰鸚哥
- 小長尾鳩（英语：Namaqua dove）
- 尼亞薩情侶鸚鵡（英语：Lilian's lovebird）
- 太陽鸚鵡

脆弱森林（Fragile Forest）
- 馬來大狐蝠（英语：Large flying fox）
- 小鼷鹿
- 二趾樹懶
- 金獅面狨
- 環尾狐猴
- 白面僧面猴
- 三彩松鼠（英语：Prevost's squirrel）
- 白背松鼠
- 折衷鸚鵡
- 青鸞
- 鳳冠孔雀雉
- 托哥巨嘴鳥
- 秘魯鴿（英语：Maranon pigeon）
- 綠蓑鳩
- 斑皇鳩
- 裸眶皇鳩（英语：Pinon imperial pigeon）
- 藍鳳冠鳩
- 紅色吸蜜鸚鵡
- 細斑樹鴨
- 斑姬地鳩
- 美洲鬣蜥
- 紅腹側頸龜
- 射水魚
- 許氏齒彈塗魚（英语：Giant mudskipper）
- 珍珠魟
- 亞洲大蟾蜍（英语：Asian giant toad）
- 普通樹蛙（英语：Common green frog）
- 四線樹蛙（英语：Four-lined tree frog）
- 三角枯葉蛙
- 白氏樹蛙
- 扁竹節蟲（英语：Heteropteryx dilatata）
- 龍頭螽斯（英语：Lesina (insect)）
- 婆羅洲南洋大兜蟲（英语：Three-horned rhinoceros beetle）
- 幻蛺蝶
- 馬拉巴爾帛斑蝶（英语：Idea malabarica）
- 寄居蟹
- 水黽
- 蠍蝽

新加坡報業控股保育中心（SPH Foundation Conservation Center）
- 黑猴
- 節尾猴
- 倭狨
- 白唇檉柳猴（英语：White-lipped tamarin）

亞洲大象園（Elephants of Asia）
- 亞洲象

靈長類王國（Primate Kingdom）
- 巨骨舌魚
- 東黑白疣猴
- 領狐猴
- 黑掌蜘蛛猴
- 黑吼猴
- 松鼠猴
- 爪哇烏葉猴（英语：Javan langur）
- 紅額鬚猴
- 白臀葉猴
- 黑帽捲尾猴（英语：Tufted capuchin）

衣索比亞大裂谷（Great Rift Valley of Ethiopia）
- 阿拉伯狒狒
- 努比亞羱羊
- 狐獴
- 蹄兔
- 南非地松鼠
- 凹嘴鸛
- 藪貓

澳大拉西亞（Australasia）
- 東部灰大袋鼠
- 沙大袋鼠（英语：Agile wallaby）
- 古氏樹袋鼠
- 南方鶴鴕

雨林兒童樂園（Rainforest Kidzworld）
- 美洲黑貂兔（英语：American Sable rabbit）
- 法拉貝拉馬（英语：Falabella）
- 矇眼貂
- 家山羊
- 豚鼠
- 刺蝟
- 迷你豬（英语：Miniature pig）
- 矮種馬

其他（Miscellaneous）
- 亞洲小爪水獺
- 侏儒矮水牛
- 西里伯斯鹿豚
- 孟加拉白虎
- 馬來虎
- 馬來熊
- 黑猩猩
- 白領白眼臉猴
- 加州海獅
- 黑腳企鵝

## 画廊

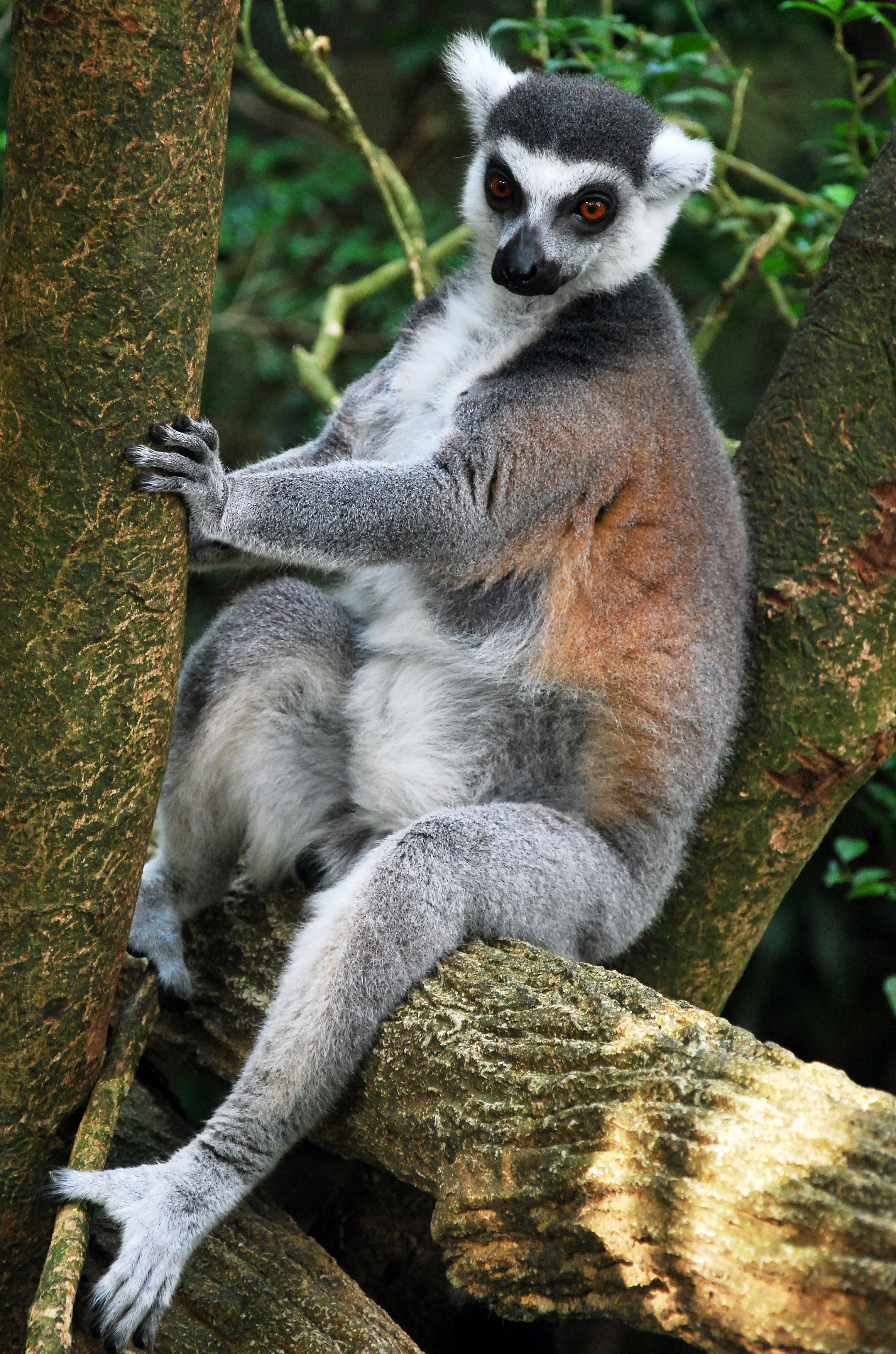
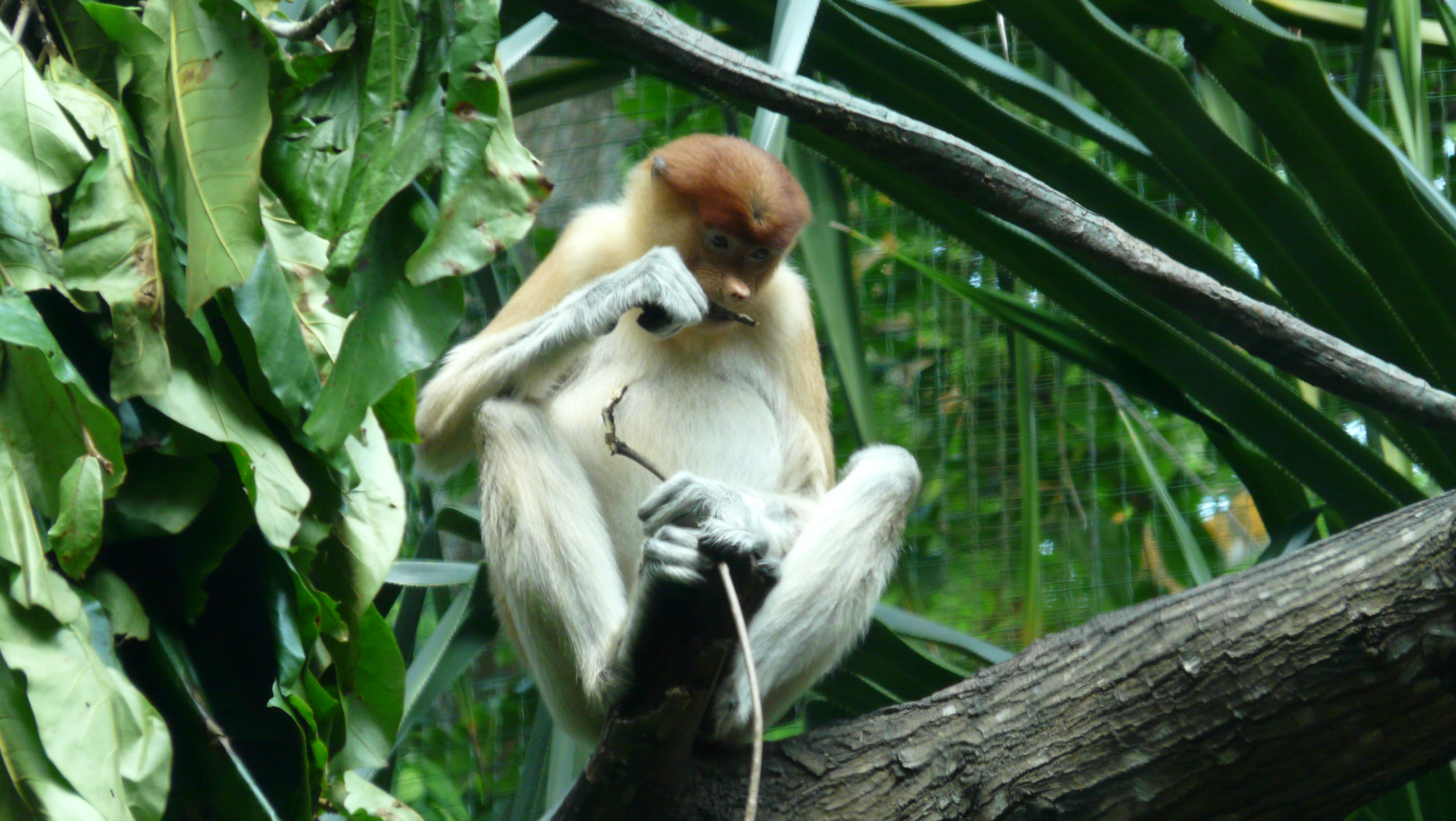
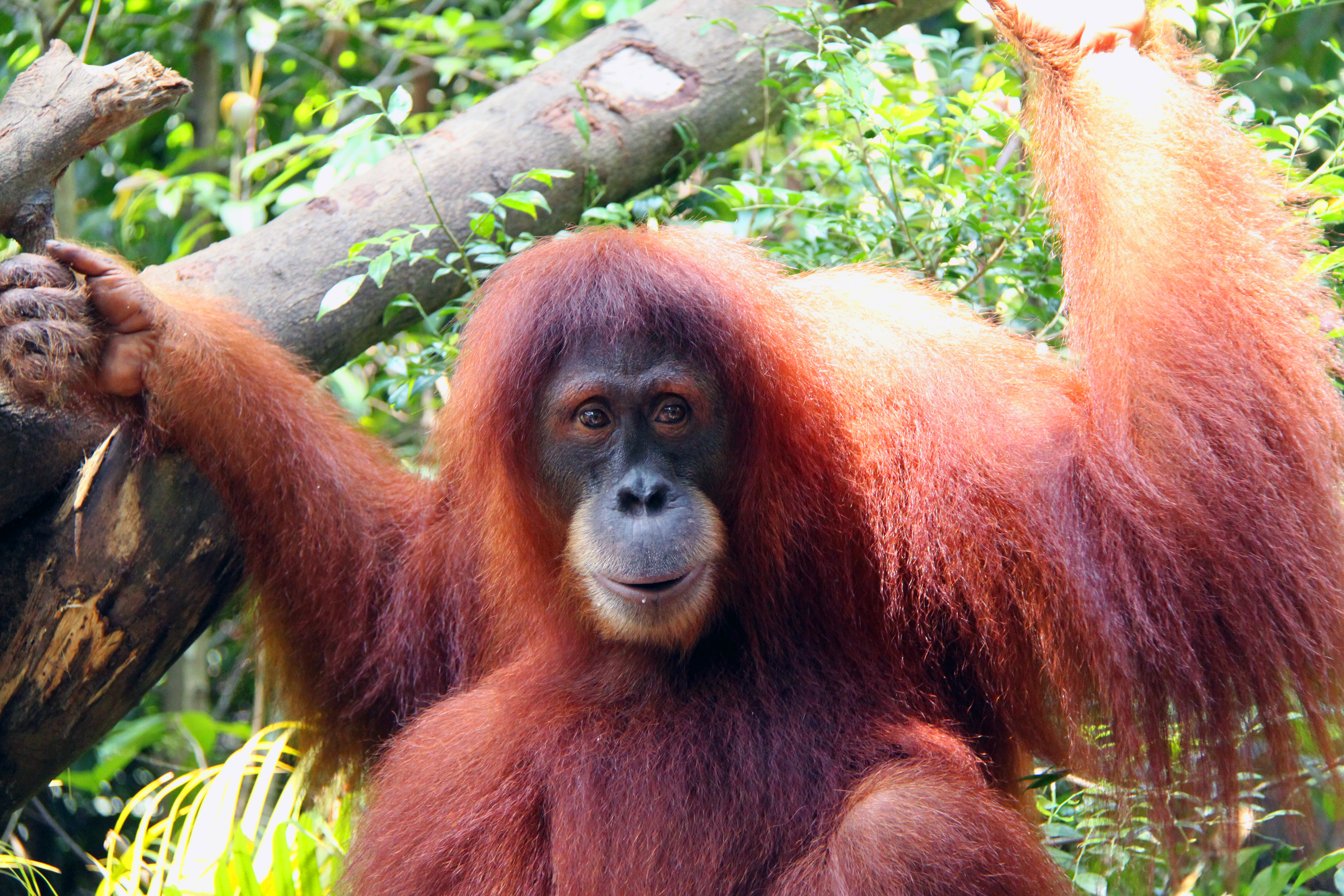
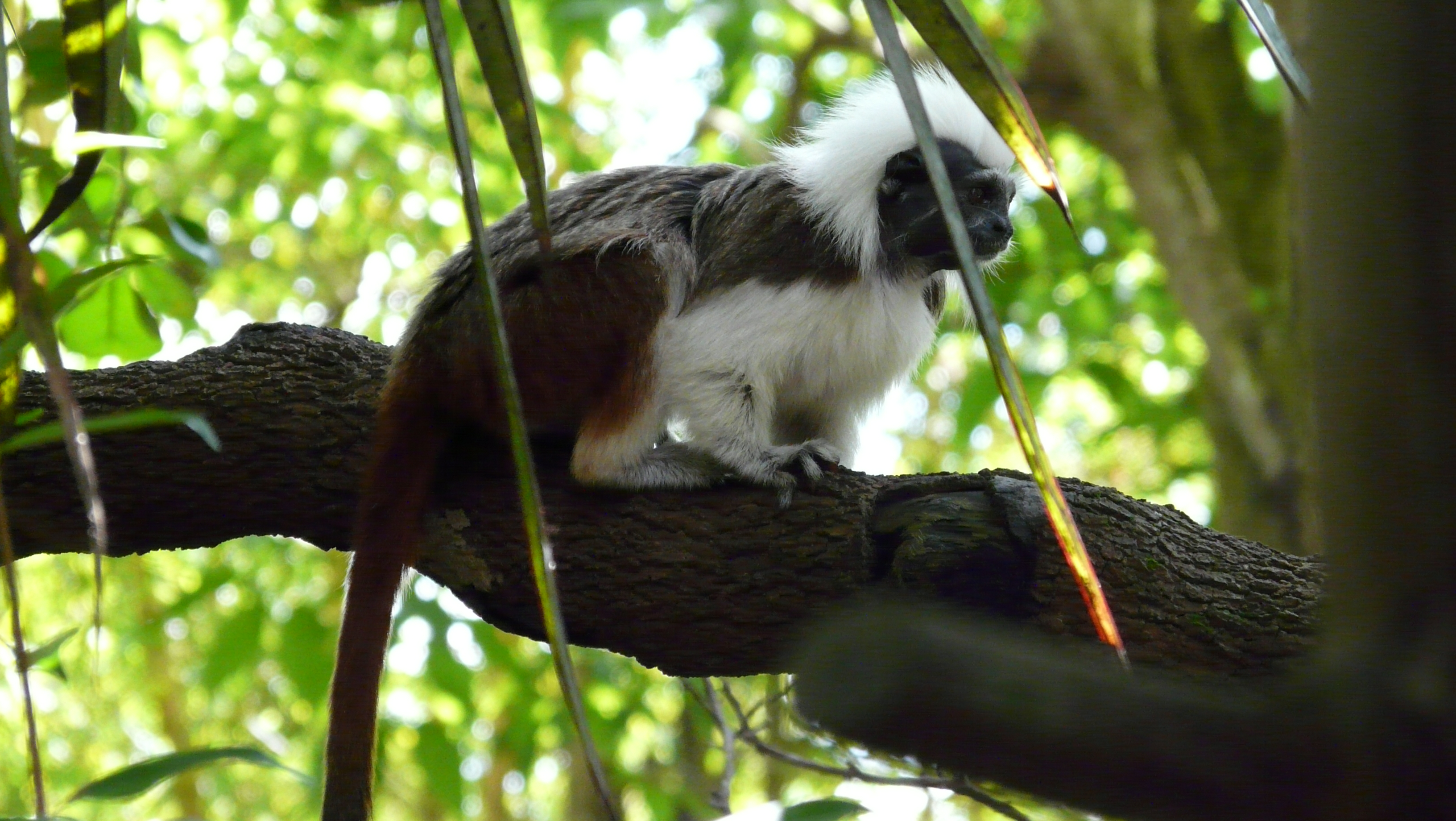
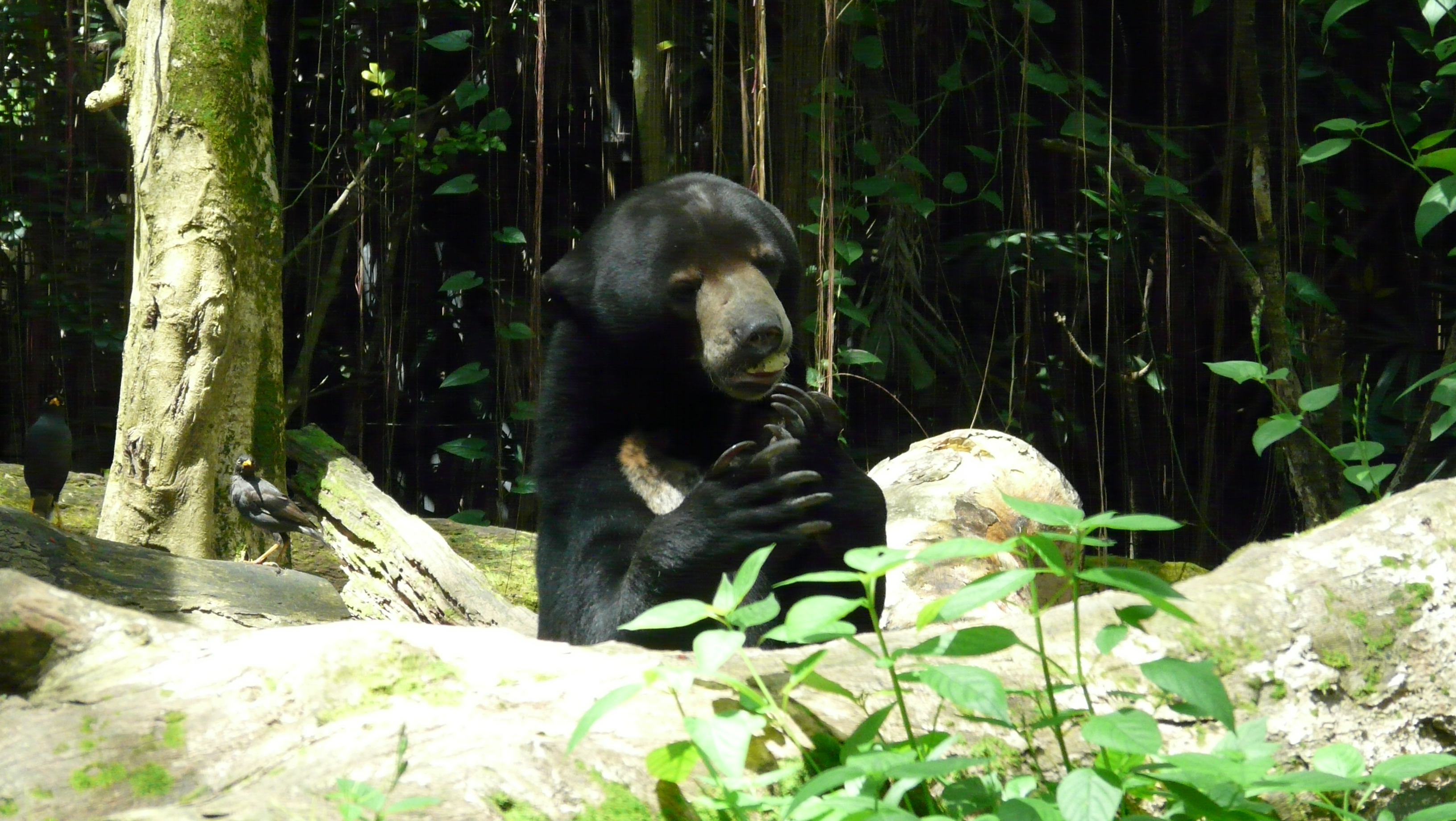
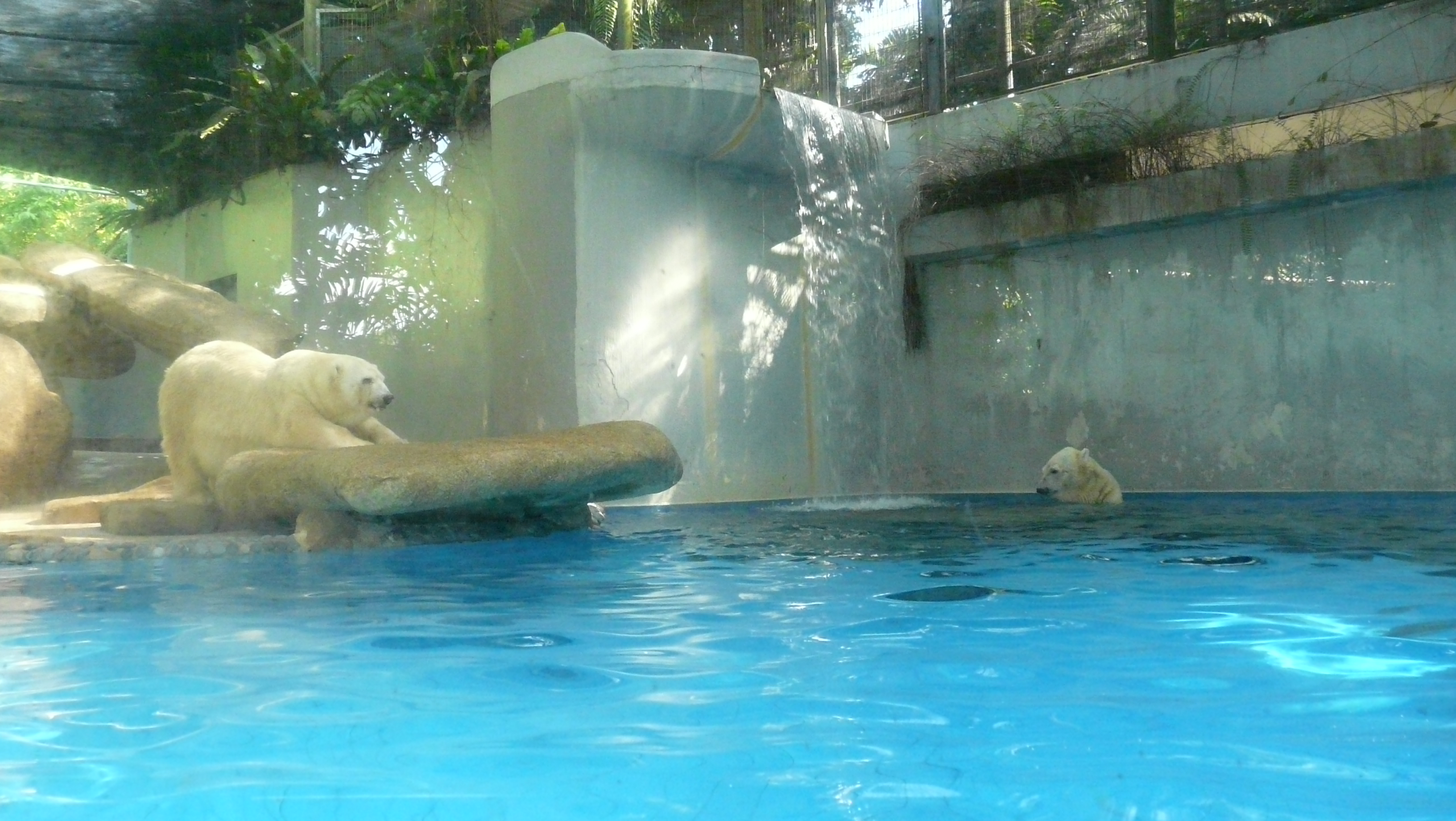
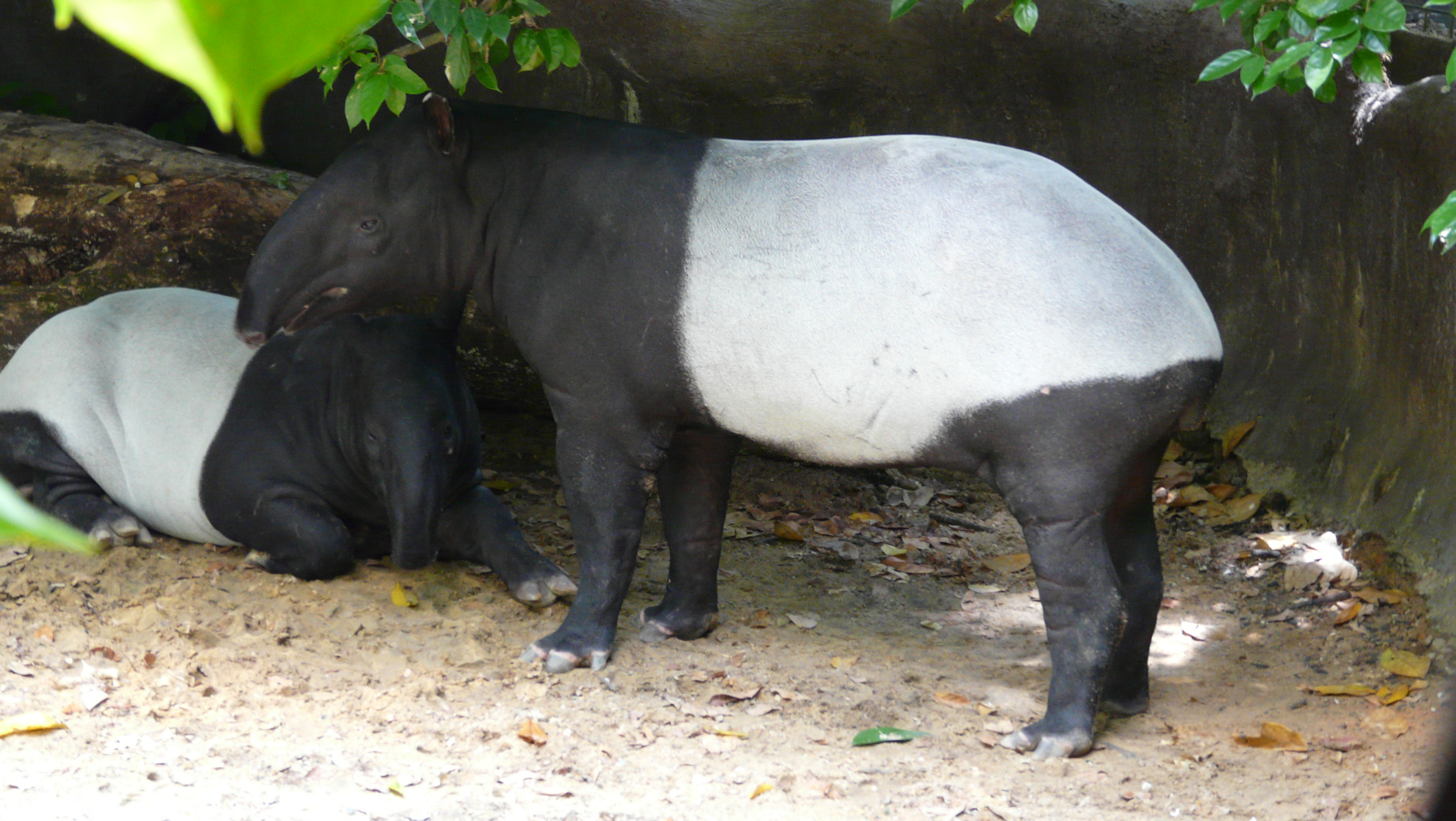
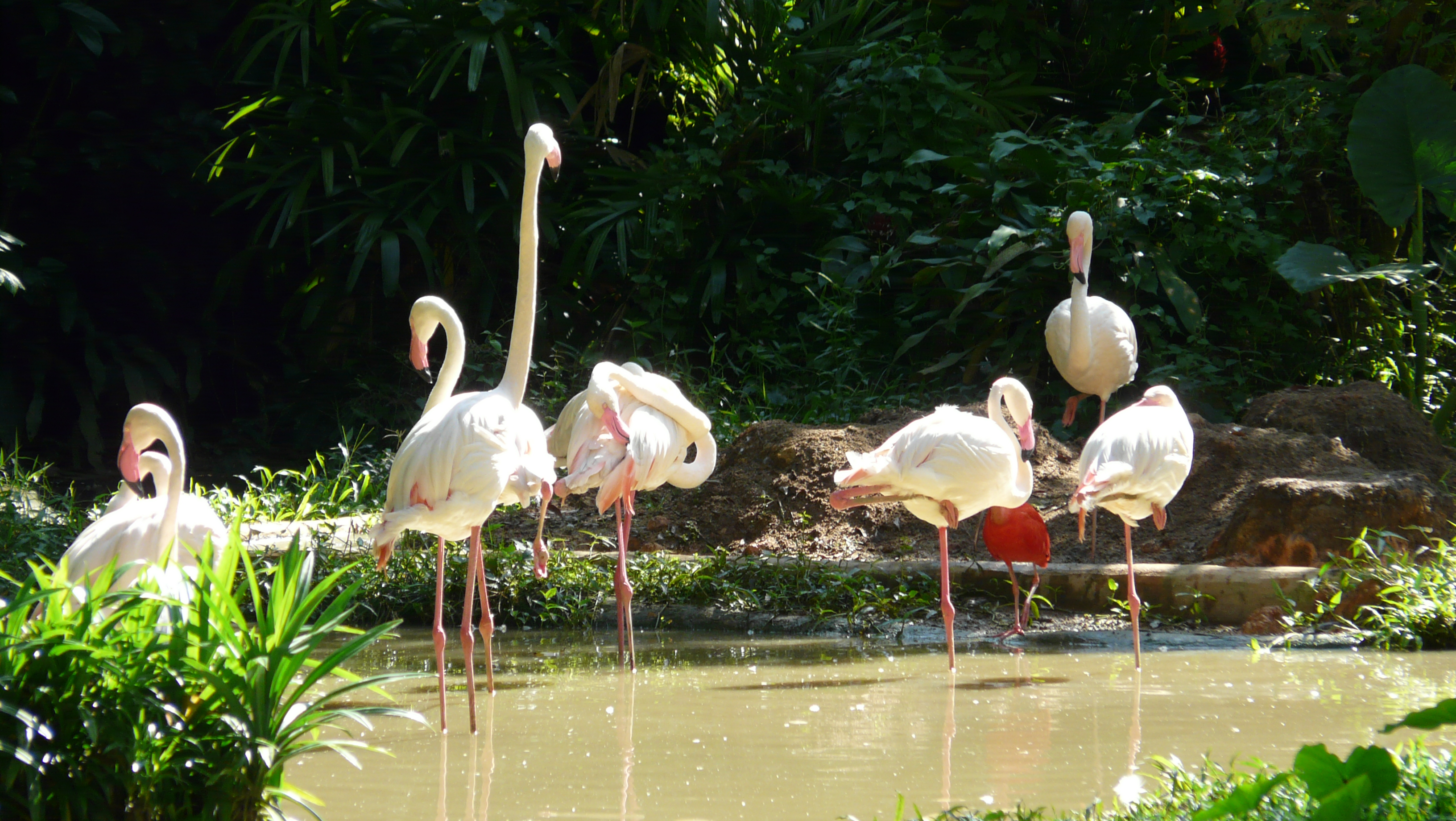
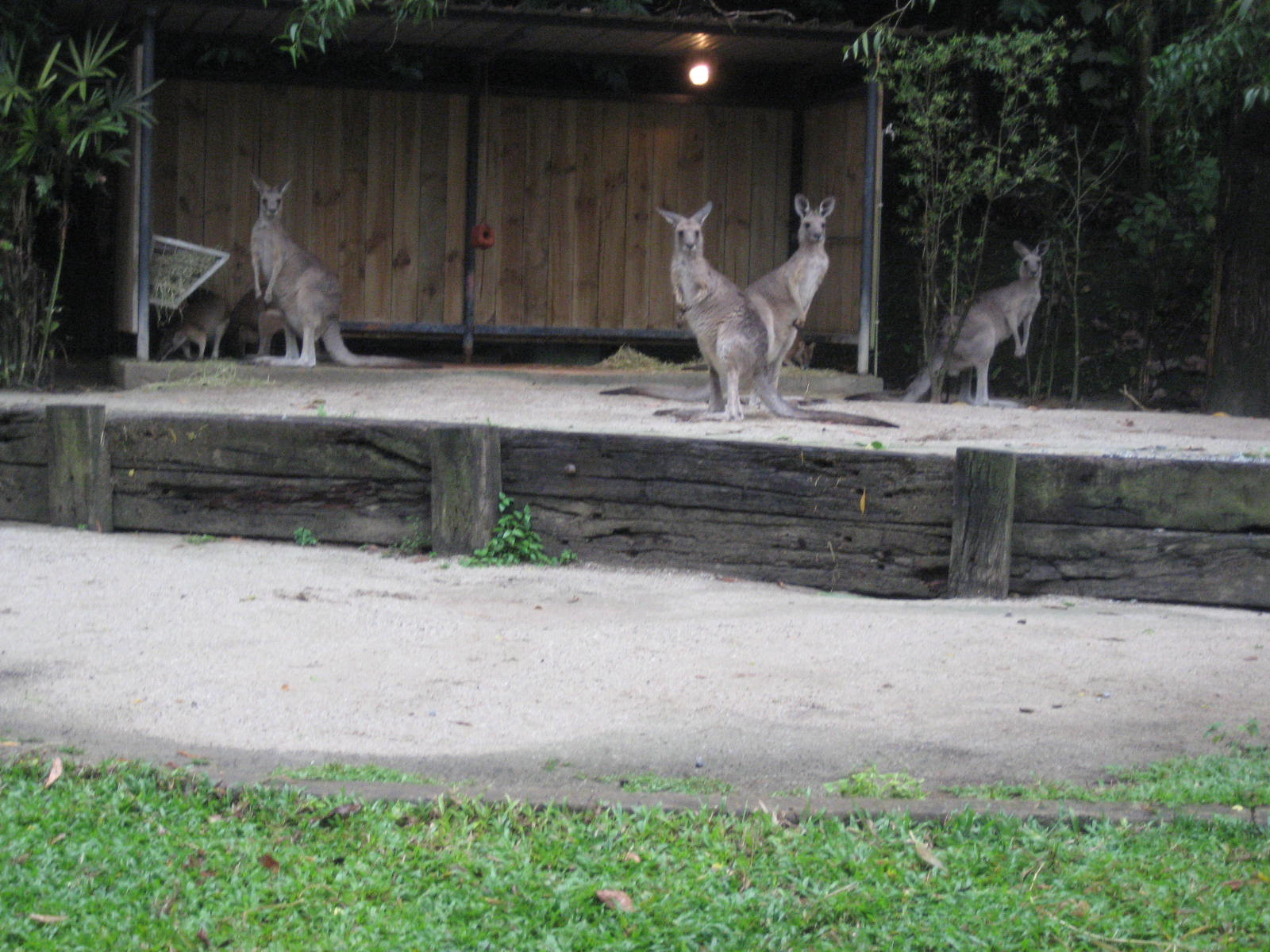
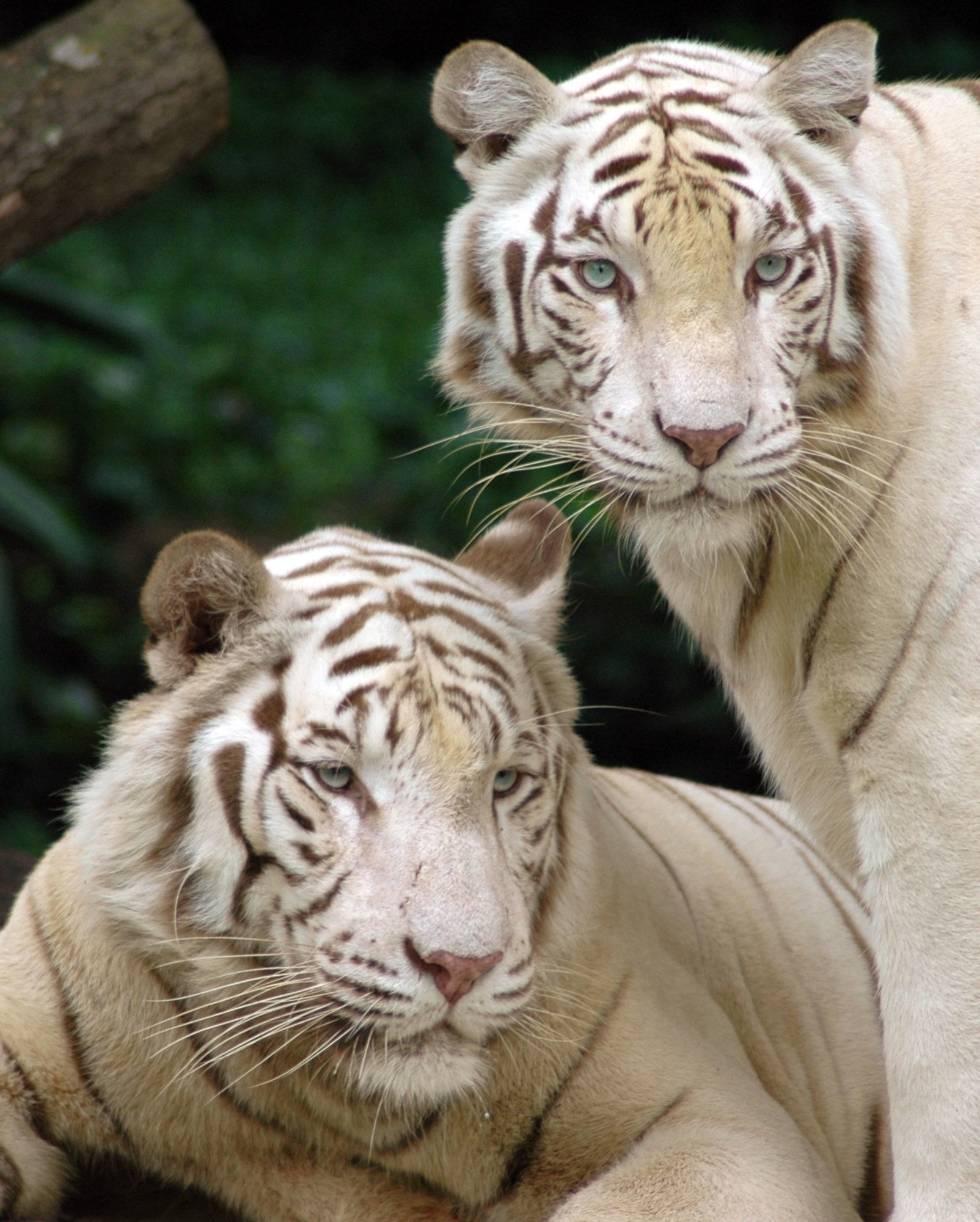
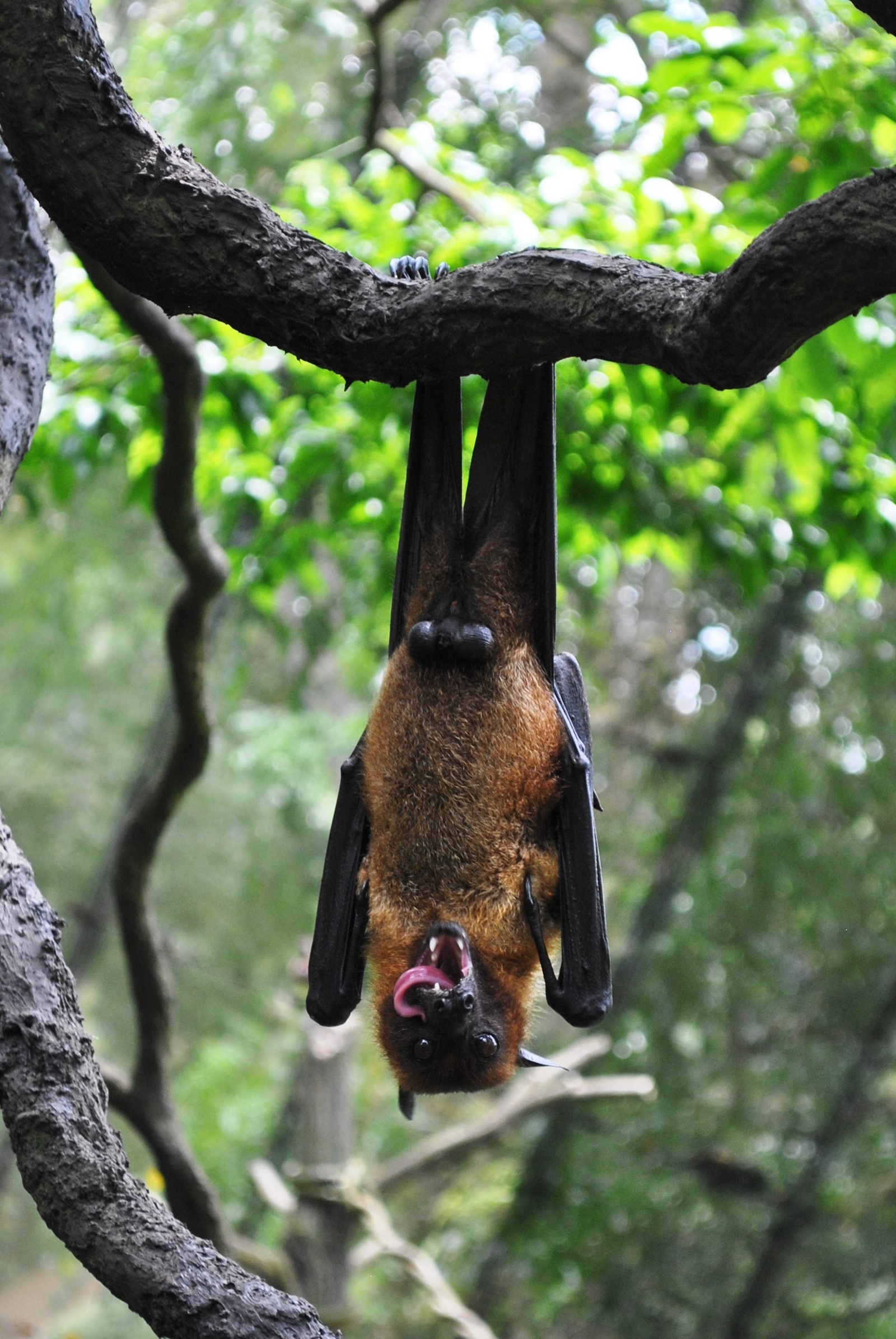